# Nordpagode von Shaoyang

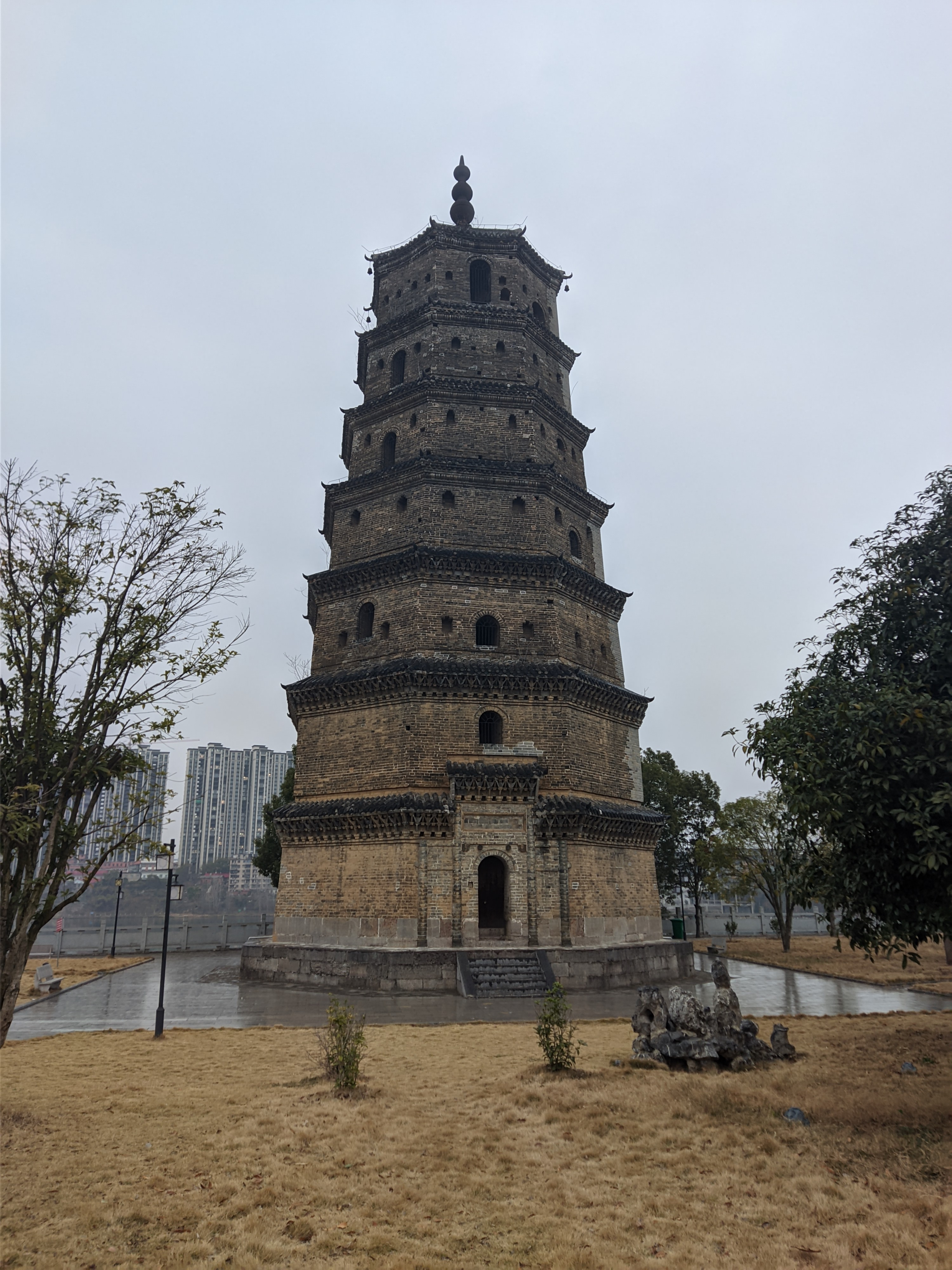

Die Nordpagode von Shaoyang bzw. Nördliche Pagode von Shaoyang (chinesisch 邵阳北塔, Pinyin Shàoyáng Běitǎ) befindet sich am Nordufer des Zi Shui im Stadtbezirk Beita der bezirksfreien Stadt Shaoyang in der chinesischen Provinz Hunan. Die achteckige Pagode wurde 1570 in der Zeit der Ming-Dynastie erbaut, ist 26 m hoch und hat sieben Geschosse. 
Sie steht seit 2001 auf der Liste der Denkmäler der Volksrepublik China (5-365).